# Sarcey (Rhône)
Sarcey is een gemeente in het Franse departement Rhône (regio Auvergne-Rhône-Alpes) . De plaats maakt deel uit van het arrondissement Lyon. Sarcey telde op 1 januari 2022 979 inwoners.

## Geografie
De oppervlakte van Sarcey bedroeg op 1 januari 2022 9,99 vierkante kilometer; de bevolkingsdichtheid was toen 98 inwoners per km².

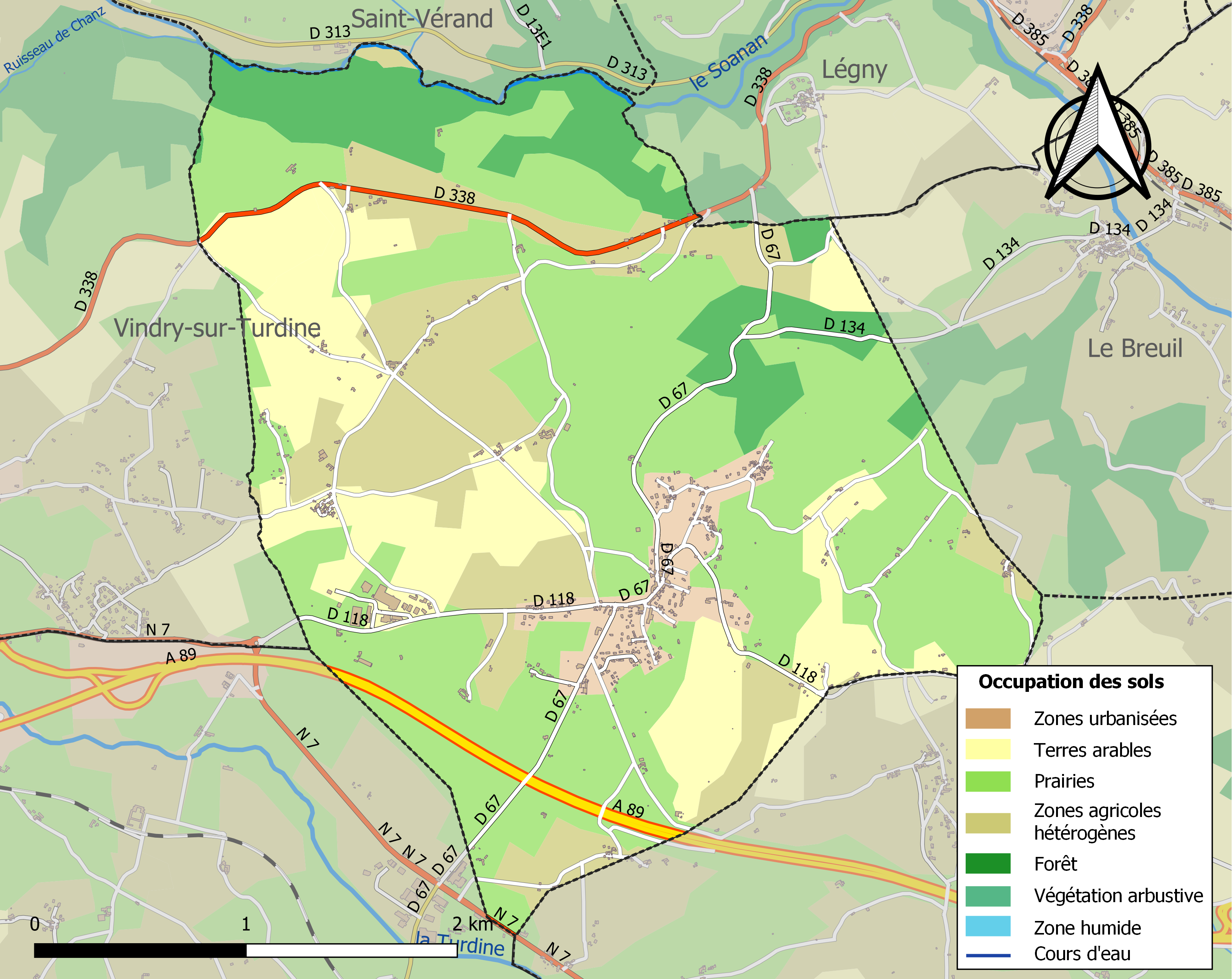
Kaart van de gemeente met de belangrijkste infrastructuur, bodemgebruik en omliggende gemeenten

## Demografie
Onderstaande figuur toont het verloop van het inwonertal (bron: INSEE-tellingen).